# أولريكه دريسنر
أولريكه دريسنر (بالألمانية: Ulrike Draesner)
شاعرة ألمانية، كبرت كإبنة لمهندس معماريّ في مدينة ميونيخ الألمانيّة، وبعد حصولها على شهادة البكالوريا درست بمنحة من مؤسسة مكسيميليانيوم علوم الحقوق وعلوم اللغة الإنكليزيّة واللغة الألمانيّة والفلسفة في جامعات ميونيخ وسالامانجا وأوكسفورد.

## حياتها
- من مواليد 20 يناير 1962، ميونيخ
- منذ 1989 حتّى 1993 كانت مساعدة علميّة لدى مؤسسة ميونيخ للفيلولوجيا الألمانيّة.
- 1992 حصلت على إجازة الدكتوراه على أطروحتها عن موضوع يخص الثقافة واللغة في القرون الوسطى.
- 1993 تخلّت عن مسيرتها العلميّة لصالح عملها ككاتبة.
- منذ 1994 تعيش كاتبة حرّة في برلين.
- منذ 1999 عضو في مركز – P.E.N.- في ألمانيا.
- 2008 عملت كبروفيسور شعرٍ في جامعة مدينة بامبيرغ.

في المقام الأوّل تكتب أورليكه دريسنر الشّعر والنثر القصصي، بالإضافة إلى ذلك فإنّها تعمل مع الفنّانين وزملائها الكتّاب في مشاريع ما يطلق عليه " تمازج الفنون"، حيث فيها تدخل نصوص دريسنر مع التعابير الفنيّة على سبيل المثال النحت، فنّ الأكشن والموسيقى في علاقات مثيرة.
حصلت الشّاعرة على العديد من الجوائز عن أعمالها، من بينها جائزة هولدرلين التشجيعيّة وجائزة بيوت الأدب.

## أعمالها
عناوين فرديّة
- دروب خلال عوالم محكيّة، فرانكفورت أم ماين 1993
- دارات ذاكرة، فرانكفورت أم ماين 1995
- Anis-o-trop، هامبورغ 1997
- أسفار تحت جفون العيون، كلاغينفورت 1999
- خلايا مستأجرة لأجل اللّيل، ميونيخ 2001
- أبو الهول المزرورق، برلين 2002 (بالاشتراك مع لوتار زيروزت)
- البائنة، ميونيخ 2002
- Hot Dogs، ميونيخ 2004
- البرق المدبب، ميونيخ 2005
- ألعاب، ميونيخ 2005
- دارات ذاكرة، إعادة صياغة، ميونيخ 2008
- أمكنة ملموسة، ميونيخ 2008

## وصلات خارجية
- أولريكه دريسنر على موقع IMDb (الإنجليزية)
- أولريكه دريسنر على موقع مونزينجر (الألمانية)
- أولريكه دريسنر على موقع ميوزك برينز (الإنجليزية)
- أولريكه دريسنر على موقع ديسكوغز (الإنجليزية)

لقراءة شعرها: باللغة العربية[وصلة مكسورة]